# Hilfikon
Hilfikon is een plaats en voormalige gemeente in het Zwitserse kanton Aargau en maakt deel uit van het district Bremgarten.
Hilfikon telt 236 inwoners.

## Geschiedenis
Op 1 januari 2010 werd Hilfikon opgenomen in de gemeente Villmergen.

## Externe link

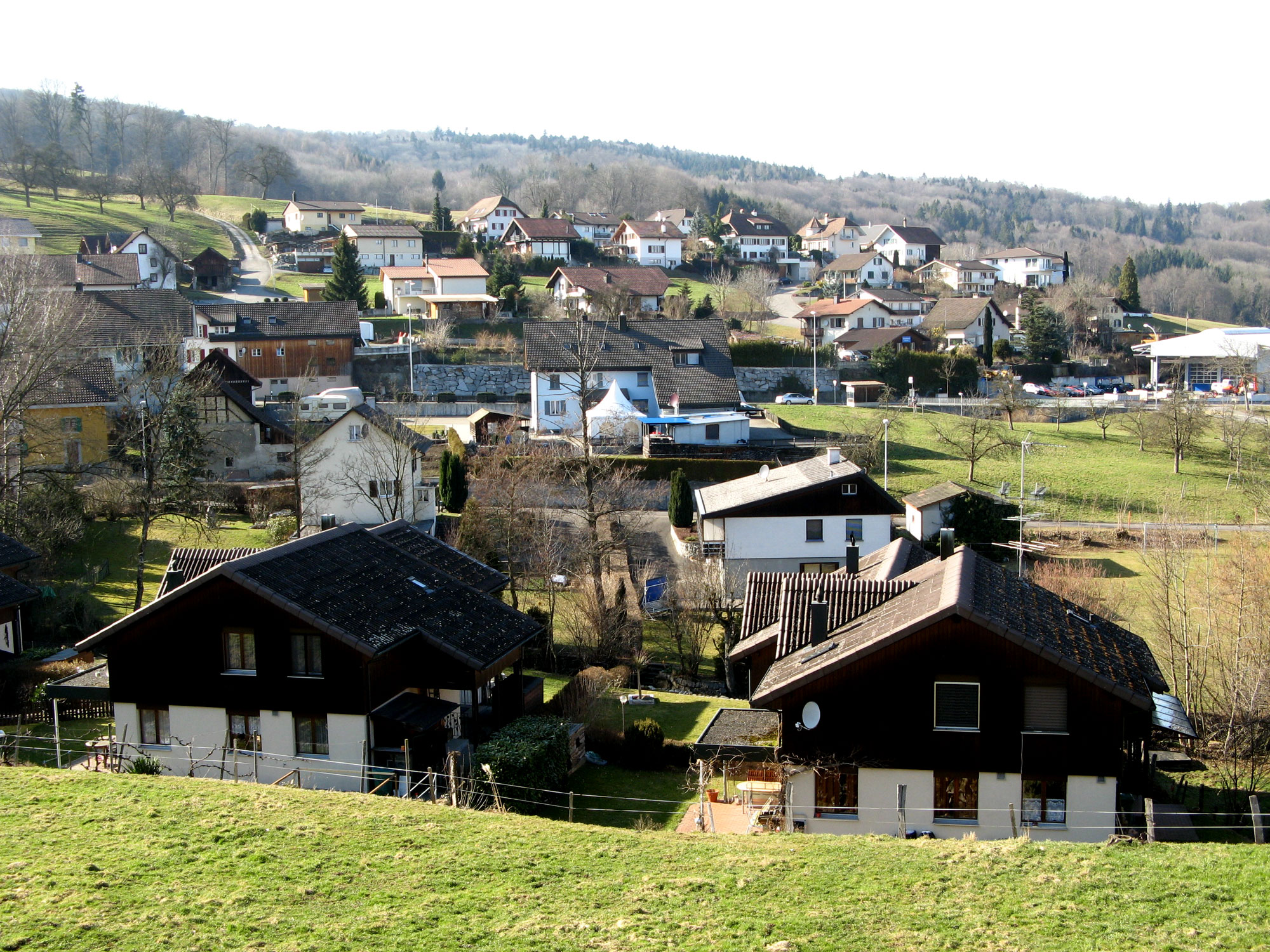
Hilfikon